# Вутон (коммуна)
Вуто́н (фр. Vouthon) — коммуна во Франции, находится в регионе Пуату — Шаранта. Департамент — Шаранта. Входит в состав кантона Монброн. Округ коммуны — Ангулем.
Код INSEE коммуны — 16421.
Коммуна расположена приблизительно в 390 км к югу от Парижа, в 105 км южнее Пуатье, в 24 км к востоку от Ангулема.

## Население
Население коммуны на 2008 год составляло 345 человек.
| 1962 | 1968 | 1975 | 1990 | 1999 | 2008 |
| ---- | ---- | ---- | ---- | ---- | ---- |
| 326  | 307  | 302  | 351  | 327  | 345  |

## Экономика
В 2007 году среди 233 человек в трудоспособном возрасте (15—64 лет) 158 были экономически активными, 75 — неактивными (показатель активности — 67,8 %, в 1999 году было 69,6 %). Из 158 активных работали 155 человек (79 мужчин и 76 женщин), безработных было 3 (0 мужчин и 3 женщины). Среди 75 неактивных 9 человек были учениками или студентами, 49 — пенсионерами, 17 были неактивными по другим причинам.

## Достопримечательности
- Донжон Шез[фр.] (XI век). Исторический памятник с 1988 года[3]
- Пещера Шез[фр.], в которой были найдены взрослые и детские скелеты неандертальцев
- Приходская церковь Сен-Мартен (XII век)
  - Бронзовый колокол (1624 год), на котором высечена надпись SIT NOMEN DOMINI BENEDICTUM, SANCTE MARTINE. Исторический памятник с 1944 года[4]

## Фотогалерея
- Донжон Шез
- Церковь Сен-Мартен
- Интерьер церкви Сен-Мартен
- Мэрия